# Cavia (empresa)
Cavia Inc. (株式会社キャビア) foi uma desenvolvedora japonesa de jogos eletrônicos. O nome da empresa aparentemente é um acrônimo para for Computer Amusement Visualizer,[carece de fontes?] embora o website da companhia se refira também como caviar.
A companhia foi fundada em 1 de março de 2000 e tem sua sede em Tokyo, Japão. Os seus acionistas incluem Amuse Capital, Tokuma Shoten, Tohokushinsha Film Corporation, Nippon Television Network Corporation, Tokyo FM Broadcasting, Mitsubishi Corporation e Hayao Nakayama.
Em outubro de 2005, o nome da companhia foi modificado de Cavia Inc para AQ Interactive Inc. A AQ Interactive Inc se tornou uma companhia de propriedade responsável pela gerência de companhias subsidiária bem como vendas e promoção de software de jogos eletrônicos. O antigo planejamento de videogame e desenvolvimento de negócios foi transferido para uma nova Cavia Inc recentemente estabelecida.
A Cavia geralmente desenvolve jogos de franquias já existentes, como Naruto, Dragon Ball Z, One Piece ou Ghost in the Shell para várias publicadoras.
Em julho de 2010, a empresa foi oficialmente dissolvida e absorvido por AQ Interactive. Cavia pararia de desenvolver jogos, com Nier que lançado em maio de 2010 ser o último jogo desenvolvido pela Cavia.
Apesar do encerramento, alguns membros da equipe de desenvolvimento de Nier, incluindo o diretor Yoko Taro, passou a produzir uma continuação para a série Drakengard, Drakengard 3, desenvolvido pela Access Games e publicado pela Square Enix.